# Telford-Spitzmaus
Die Telford-Spitzmaus (Crocidura telfordi) ist eine Spitzmausart aus der Gattung der Weißzahnspitzmäuse (Crocidura). Sie kommt im Uluguru-Gebirge und im Udzungwa-Gebirge in Tansania vor. Der Artname bezieht sich auf Sam Telford, der sowohl diese Art, als auch die Tansania-Spitzmaus (Crocidura tansaniana) entdeckt hat.

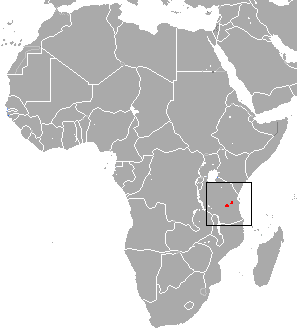
Verbreitungskarte der Telford-Spitzmaus

## Merkmale
Die Telford-Spitzmaus gehört zum Artenkomplex der Kilimanjaro-Spitzmaus (Crocidura monax), der aus zwölf weiteren afrikanischen Arten besteht. Sie ist eine große robuste Spitzmaus (die größte innerhalb des Crocidura-monax-Artenkomplexes) mit einem flachen breiten Schädel und einem kleinen dritten Mahlzahn (M3). Das Fell hat eine dunkelbraune Färbung. Die Kopf-Rumpf-Länge des Holotypus beträgt 107 mm, die Schwanzlänge 90 mm, die Hinterfußlänge 19 mm, die Ohrenlänge 11 mm und das ungefähre Gewicht 18 g.